# Nathan Sanford

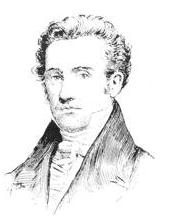
Nathan Sanford

Nathan Sanford (* 5. November 1777 in Bridgehampton, Suffolk County, New York; † 17. Oktober 1838 in Flushing, New York) war ein US-amerikanischer Politiker (Demokratisch-Republikanische Partei), der den Bundesstaat New York im US-Senat vertrat.

## Anwalt und Staatspolitiker
Der auf Long Island geborene Nathan Sanford studierte nach abgeschlossenem Schulbesuch die Rechtswissenschaften, wurde 1799 in die Anwaltskammer aufgenommen und arbeitete danach als Jurist in New York City. Er trat im Jahr 1803 die Nachfolge von Edward Livingston als Bundesstaatsanwalt für den Distrikt New York an und blieb bis 1815 auf diesem Posten.
Während dieser Zeit schlug Sanford auch eine politische Laufbahn ein. Von 1808 bis 1809 sowie im Jahr 1811 saß er in der New York State Assembly, wobei er am 29. Januar zum Speaker der Parlamentskammer gewählt wurde. Doch als er bei deren nächster Sitzung am 10. Februar krankheitsbedingt fehlte, erkoren die Abgeordneten mit William Ross umgehend einen Nachfolger. Von 1812 bis 1815 gehörte er dem Senat von New York an.

## Senator und Richter
Im Jahr 1814 kandidierte Nathan Sanford erstmals für einen Sitz im US-Senat und war erfolgreich. Er absolvierte zwischen dem 4. März 1815 und dem 3. März 1821 eine volle Amtsperiode in Washington, wobei er unter anderem den Vorsitz im Handelsausschuss (Committee on Commerce and Manufactures) führte. Danach schied er zunächst aus dem Senat aus, nahm als Delegierter am New Yorker Verfassungskonvent von 1821 teil und stand von 1823 bis 1826 dem obersten Gericht des Staates New York (Court of chancery) als Vorsitzender (Chancellor) vor; er folgte dort auf James Kent.
Bei der Präsidentschaftswahl 1824 war Sanford einer von mehreren Kandidaten für das Amt des Vizepräsidenten. Im Electoral College, das bei der Wahl des Präsidenten zu keiner eindeutigen Entscheidung kam und diese in die Hand des Repräsentantenhauses geben musste, erzielte er 30 Stimmen und damit das zweitbeste Ergebnis nach John C. Calhoun. Dieser wurde von beiden Hauptanwärtern auf die Präsidentschaft, John Quincy Adams und Andrew Jackson, unterstützt und siegte daher mit 182 Wahlmännerstimmen unangefochten.
1826 legte Sanford seinen Richterposten nieder, nachdem er die Nachwahl um das fast ein Jahr lang vakante Klasse-3-Mandat New Yorks im US-Senat gewonnen hatte. Er kehrte am 14. Januar 1826 in den Kongress zurück und verblieb dort – zwischenzeitlich war er zur neu entstandenen National Republican Party übergewechselt – bis zum 3. März 1831; zur Wiederwahl trat er nicht an. Danach arbeitete er als Anwalt im New Yorker Stadtteil Flushing, wo er am 17. Oktober 1838 verstarb.